# 愛知環状鉄道線
愛知環状鉄道線（あいちかんじょうてつどうせん）は、愛知県岡崎市の岡崎駅から新豊田駅・瀬戸市駅を経て、愛知県春日井市の高蔵寺駅に至る愛知環状鉄道の鉄道路線である。通称、愛環線（あいかんせん）または愛環（あいかん）。
なお、この路線の大部分の区間（岡崎 - 新豊田 - 瀬戸市間）の前身となった岡多線（おかたせん）についても本項で記述する。

## 概要
愛知県中部の都市である岡崎市・豊田市（西三河地域）・瀬戸市・春日井市（尾張東部地域）を結び、東海旅客鉄道（JR東海）の東海道本線・中央本線とともに中京圏の環状鉄道の一部を担っている。路線名に「環状」とついているが、当路線だけで愛知県を一周して環状しているわけではない。
ほぼ全区間が立体交差化され高架線などになっており、愛環線内の踏切は岡崎駅を出てすぐのJRとの並走区間にある1か所のみである。多くの区間で複線化が進められ、2005年（平成17年）3月25日 - 9月25日まで開催された2005年日本国際博覧会（愛・地球博 / 愛知万博）会場へのアクセス路線の一つとして、輸送力増強が行われた。全線で「TOICA」および全国相互利用の交通系ICカードが使用可能である。

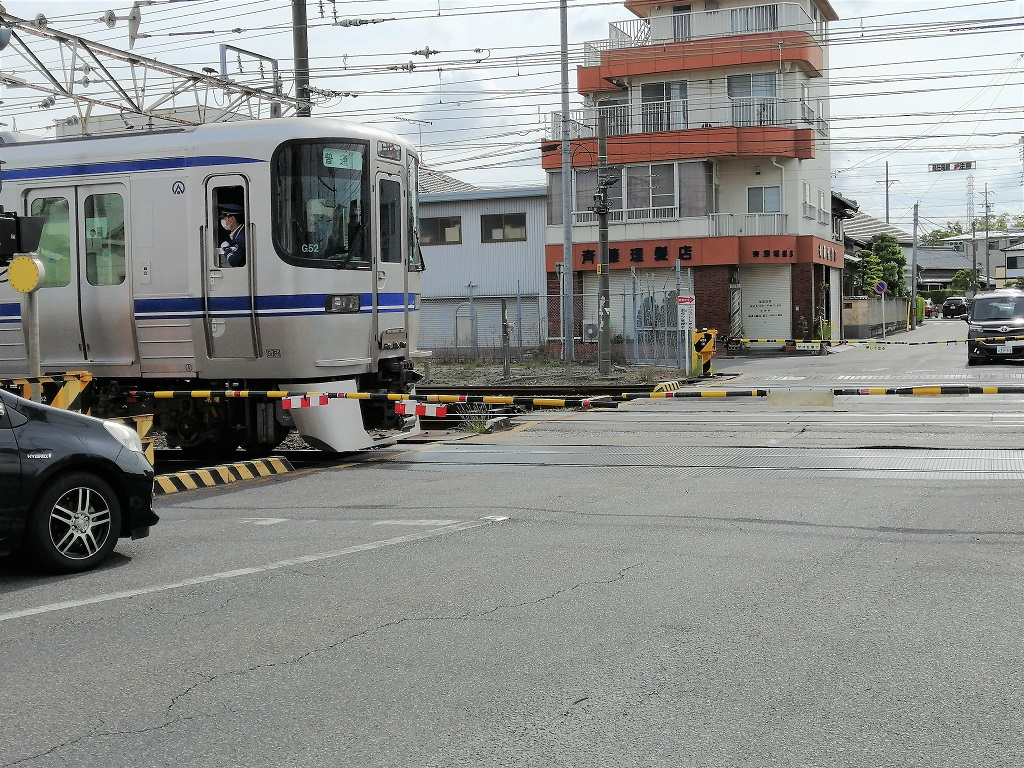
愛知環状鉄道における唯一の踏切である「南乾地踏切」

沿線には高校・大学・工場が多く点在する。県立高校普通科は豊田市（三河学区）と瀬戸市（尾張学区）の市境が学区の境界となっている（調整特例などはない。愛知県の高校入試も参照）ため、学区境界を越えて通学できるのは、開業時は私立高校か全県学区の公立高校の職業科及び定時制課程だけだったが、2007年（平成19年）4月に豊田東高等学校、2008年（平成20年）4月に岡崎東高等学校、2009年（平成21年）4月に瀬戸北総合高等学校と、全県学区の総合学科の高校が次々設置されたため、沿線全域から通学できる県立高校が増加することになった。愛知工業大学や中京大学豊田キャンパスなど、岡多線の開業を当て込んで、1970年代から早々と名古屋市内から沿線に進出した大学もある。さらに、三河豊田駅前にはトヨタ自動車本社・本社工場があるほか、沿線（豊田市内）にはトヨタ自動車などの工場群も点在しており、通勤利用も多い。
2017年度（平成29年度）の輸送密度は約11,408人/日である。この数字は、旧国鉄路線から転換されたか、日本鉄道建設公団（鉄道公団）が建設していた新線を継承した第三セクター鉄道路線としては最高であり、その中で輸送密度が8,000人/日以上である路線は当路線のみである。当路線の沿線住民は多くが自動車で移動・通勤するが、当路線は後述のように、2007年度以降は輸送密度が毎年のように9,000人以上を記録し、経営状態の苦しい企業が多い第三セクター鉄道の中では珍しく黒字経営となっている。2012年度（平成24年度）は2,660万円の経常損失となったが、補助金などの支援により、約2,100万円の利益を計上した。
当路線は特定地方交通線の中では唯一の、JR東海から第三セクター鉄道に転換された路線である。
鉄道評論家（鉄道アナリスト）の川島令三は著書にて「1998年度（平成10年度）現在の輸送密度（約5,138人）から見て、第三セクターではなくJR東海の路線となっていてもおかしくない路線である。国鉄は各線の事情を考慮せず、一律に（特定地方交通線に）指定して（廃止・第三セクターへの経営分離をして）しまうというミスを犯した」と指摘している。

### 本路線の成り立ち
本路線の前身は岡多線の大半区間（岡崎 - 新豊田 - 瀬戸〈現：瀬戸市〉）と瀬戸線（せとせん）の一部区間（瀬戸 - 高蔵寺間）である。岡多線（岡崎 - 瀬戸間）および瀬戸線は、ともに旧日本鉄道建設公団（鉄道公団）が「主要幹線鉄道線」（C線）として建設し、日本国有鉄道（国鉄）による運行・経営が予定されていた。
岡多線（岡崎 - 新豊田間）は1976年に国鉄線として開業し、1987年の国鉄分割民営化でJR東海に継承されたものの、日本国有鉄道経営再建促進特別措置法（国鉄再建法）により第3次特定地方交通線に指定されていたため、高蔵寺延伸とともに第三セクター鉄道へ経営転換した。なお、同区間は特定地方交通線の中では唯一、第三セクター転換前に電化されていた路線である。残る岡多線（新豊田 - 瀬戸間）および瀬戸線（瀬戸 - 高蔵寺間）は、岡崎 - 新豊田間の「岡多線」開業区間と同じく、旧鉄道公団が「C線」として建設したものの、開業直前の1984年に国鉄が引き受け拒否を表明した岡多線（新豊田 - 瀬戸間）および瀬戸線（瀬戸 - 高蔵寺）の一部区間である。
岡多線は岡崎から新豊田・瀬戸市を経由し多治見まで至る計画の路線だったが、このうち実際に着工され、開業した区間は名古屋近郊の大環状線として、瀬戸線との一体運用が想定されていた岡崎 - 瀬戸（瀬戸市）間にとどまった（詳細は後述）。第三セクター転換問題が浮上する1984年（昭和59年）以前から、岡多線（岡崎 - 瀬戸間）は、瀬戸（瀬戸市駅）で接続する瀬戸線とともに「岡多・瀬戸線」と呼称され、名古屋周辺部の各都市を結ぶ環状ルートを形成すると同時に、名古屋近郊の東海道本線（岡崎 - 稲沢間）をバイパスする大環状線として位置づけられていた。一方、残る岡多線の区間（瀬戸 - 多治見間）はその大環状線から外れる形となっており、着工されないまま、「岡多・瀬戸線」の第三セクター転換問題が浮上する以前の1979年（昭和54年）6月に建設が凍結され、未成線に終わっている。線路等級に着目しても、現在の愛知環状鉄道線として開業した区間を含む「岡多・瀬戸線」（岡崎 - 瀬戸 - 稲沢間）は高規格な「甲線」（複線・電化）として、未成線に終わった岡多線の瀬戸以北（多治見方面）はより規格の低い「丙線」（単線・非電化）として、それぞれ計画されていた。
当路線は輸送需要が未成熟だったことから単線で開業したが、もともと全線複線化に対応できる構造で建設されており、路盤は複線で施工されている。単線区間では、線路の東側にもう1線分の用地があらかじめ確保されており、トンネルなどもそれに準じた規格で造られている。しかし愛環発足から10年以上経過してから新設された貝津駅・愛環梅坪駅に関してはプラットホームが1面1線の片面ホームで造られているため、複線化の際には線路の増設に加えてもう1つホームを新設し、2面2線の相対式ホームとする必要がある（後節も参照）。また、愛環発足時に新設された大門駅に至っては複線化用路盤上にホームが設置されているため、同駅周辺の複線化は容易ではない。また普段使われていない東側の用地は、橋の更新工事などを行う際の仮線を敷く際に利用されることがある。

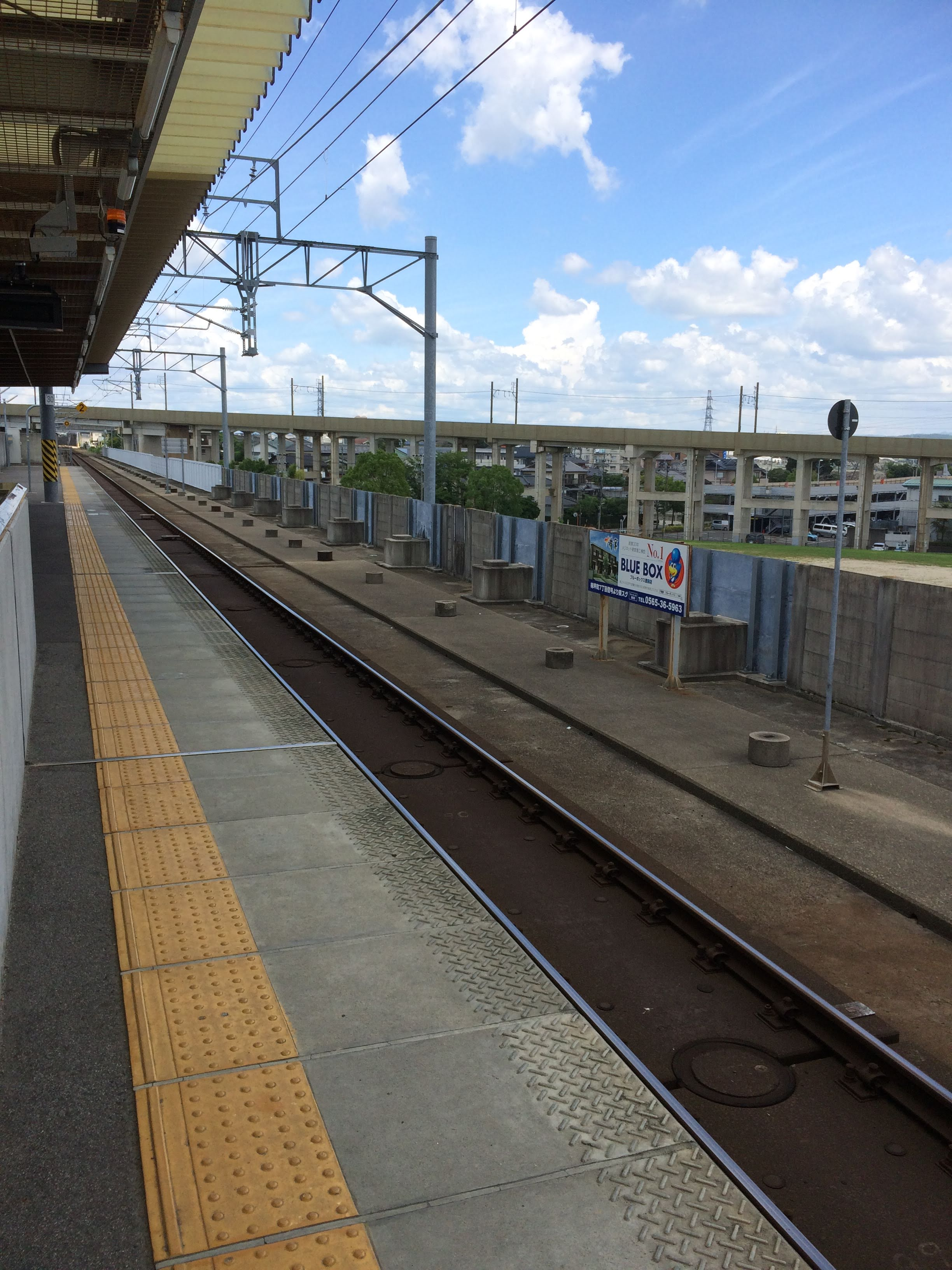
愛環梅坪駅付近では複線路盤のうち西側のみに単線の線路（スラブ軌道）が敷設され、その線路に面して1面1線の片面ホームがある。線路に隣接しているのが複線化用の路盤で、複線化の際には路盤上への線路敷設に加え、新たにホームを増設して2面2線の相対式ホームとなる。

### 路線データ
- 管轄（事業種別）：愛知環状鉄道（第一種鉄道事業者）
- 路線距離（営業キロ）：45.3 km[2]
- 建設主体：日本鉄道建設公団（現 独立行政法人 鉄道建設・運輸施設整備支援機構）
- 軌間：1,067 mm[2]
- 駅数：23駅（起終点駅含む）[2]
- 複線区間：中岡崎 - 北岡崎間、北野桝塚 - 三河上郷間、三河豊田 - 新豊田間、瀬戸市 - 高蔵寺間[3]
  - 岡崎 - 六名間は通常使用される線路と、JR岡崎駅に接続する線路（旧本線[注 7]）の単線並列となっている[40]。
- 線路規格（線路等級）：甲線（建設名称：「岡多線」岡崎 - 瀬戸および「瀬戸線」）[36][41]
- 電化区間：全線電化（直流1,500 V[2]・架空電車線方式）
- 閉塞方式：（複線及び単線）自動閉塞式[2]
- 保安装置：ATS-ST
- 最高速度：110 km/h[2][5]
- 最急勾配：10 ‰[29]
- 最小曲線半径：500 m[29]

#### 岡多線としての路線データ
- 路線距離（営業キロ）：約61 km（岡崎 - 多治見間。うち開業区間〈岡崎 - 瀬戸間〉40 km＋未成区間〈瀬戸 - 多治見間〉21 km）[42]
- 軌間：1,067 mm
- 駅数：22駅（岡崎 - 多治見、起終点駅含む。ただし、未開業の瀬戸〈瀬戸市〉 - 多治見の途中駅は不確定のため含まず）
- 線路等級：甲線（岡崎 - 瀬戸間）、丙線（瀬戸 - 多治見間）[36]
- 電化区間（予定）：岡崎 - 瀬戸間[36][42]（瀬戸 - 多治見間は非電化）
- 複線区間（予定）：岡崎 - 瀬戸間（瀬戸 - 多治見間は単線）[36][42]
- 日本鉄道建設公団による建設線としての分類（1974年〈昭和49年〉3月31日時点）[43]
  - 「主要幹線」（C線）区間[31]：約40 km[注 8][31][42]
  - 「地方開発線」（AB線）区間[31]：約20 km[31]ないし21 km[42]

## 歴史
本路線は、鉄道敷設法で「愛知県岡崎ヨリ挙母ヲ経テ岐阜県多治見ニ至ル鉄道」（改正鉄道敷設法別表70ノ2）として計画された岡多線と、「愛知県瀬戸ヨリ稲沢ニ至ル鉄道」（改正鉄道敷設法別表72ノ2）として計画された瀬戸線が元になっている。
戦前の恐慌ムードの中、1930年（昭和5年）12月に鉄道の先行バス路線として岡崎 - 多治見間に初の鉄道省営バス（のちの国鉄バス、現在のJR東海バス）路線が開設された。この路線 (65.8 km) を走った国鉄バス第1号車は交通博物館を経て2007年（平成19年）から埼玉県さいたま市の鉄道博物館に展示されていたが、2011年（平成23年）にリニア・鉄道館に移されて展示されている。

### 国鉄岡多線

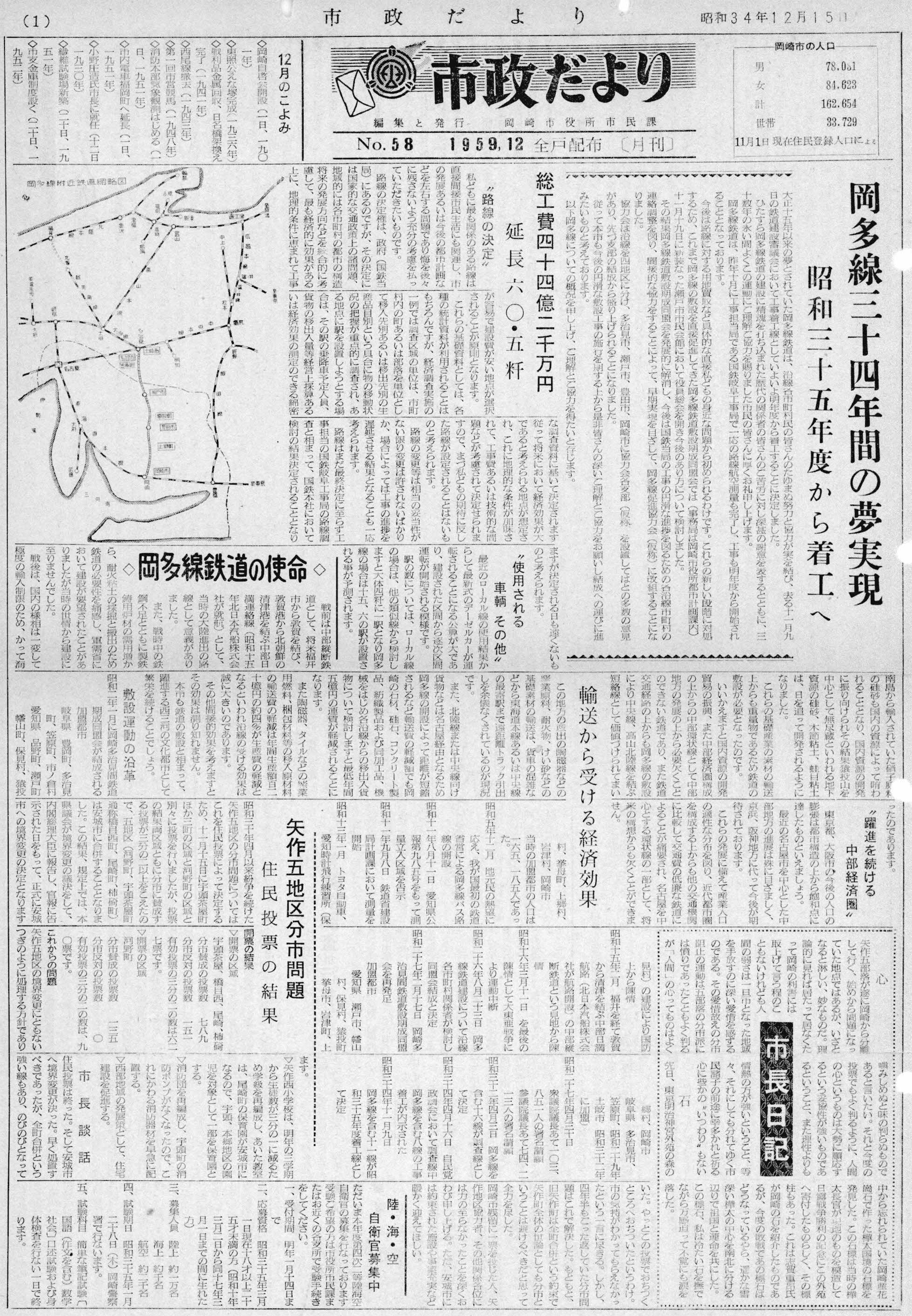
岡多線着工決定を告げる岡崎市の広報紙（1959年12月）

国鉄バス開業後も岡多線（岡崎 - 瀬戸 - 多治見間）の鉄道線としての計画・建設は進められ、1957年（昭和32年）4月3日付で調査線に、1959年（昭和34年）11月9日付で工事線にそれぞれ指定された。一方で、瀬戸線（瀬戸 - 稲沢間）は岡多線との連絡により、東海道本線（岡崎 - 稲沢間）のバイパス路線を構成すると同時に、名古屋地区における北方貨物線的構想を打ち出すものとして、1962年に「敷設予定鉄道」・1964年（昭和39年）に工事線として指定され、1966年（昭和41年）に着工した。岡多線の沿線は自動車工業（豊田市など）、全国有数の珪砂・珪石・粘土の産地（猿投町 - 瀬戸市）、窯業（瀬戸市 - 多治見市）など、近代的内陸工業・地下資源の開発が急速に進展していたエリアだったが、瀬戸から稲沢を結ぶ瀬戸線が追加されたことにより、互いに一体となって東海道本線のバイパス路線としての性格も有するようになった。
当初は国鉄岐阜工事局が岡多線の一部測量および試錐による調査を実施し、瀬戸線についても調査を進めていたが、1964年（昭和39年）に日本鉄道建設公団（鉄道公団）が発足。これに伴い、工事は鉄道公団に移管され、同公団が「主要幹線」（C線）として、岡多線（岡崎 - 瀬戸）および瀬戸線（全区間：瀬戸 - 高蔵寺 - 勝川 - 稲沢）の建設を進めた。1965年（昭和40年）4月に運輸大臣が岡多線（岡崎 - 豊田間）の工事実施計画を認可し、同年8月には岡多線（豊田 - 瀬戸間）も運輸大臣から認可された。
このころ、鉄道公団は岡多線（岡崎 - 瀬戸間：瀬戸以南）および瀬戸線を一体の環状線「岡多・瀬戸線」として重要視していた。また、愛知県も鉄道公団と同じく、瀬戸以北は岡多線（多治見方面）より、高蔵寺を経由して稲沢・名古屋方面へ向かう瀬戸線を重要視しており、瀬戸 - 多治見間の岡多線は「岡多・瀬戸線」の整備より遅れを取るようになった。実際、岡多線と瀬戸線の分岐駅である瀬戸市駅の構想段階における構造（2面4線・島式ホーム）は、岡多線（岡崎方面）と瀬戸線（高蔵寺方面）がともに本線（両方向とも複線）として計画されていた一方、同駅北方で本線（瀬戸線）から枝線として単線の岡多線（多治見方面）が分岐する構造だった。
| ← 岡多線 岡崎方面 | 「岡多・瀬戸線」瀬戸市駅の計画配線と実際の敷設線 | → 瀬戸線 高蔵寺方面 |
|                   | ↓ 岡多線 多治見方面                              |                     |
| 凡例 出典:        |                                                  |                     |

岡多線（多治見方面）の経由地となることが予想されていた品野地区に名古屋学院大学を誘致していた瀬戸市側は、当初こそ岡多線多治見方面の早期整備を望んでいたが、次第にその重点は岡多線に限らず「環状線としての瀬戸線の早期建設・完工および瀬戸市をめぐる交通網の整備一般」へ変化し、岡多線期成同盟の運動も「名古屋市を中心とした環状鉄道の早期実現」へと重点を移していった。結局、鉄道公団は1979年（昭和54年）7月6日に、未開業の国鉄新線のうち、開業後に十分な輸送需要が見込めないとされるものについては建設を凍結することを決定。これにより、当時未着工のままだった岡多線の瀬戸 - 多治見間（AB線・約20 km）も建設が凍結されたため、岡多線は瀬戸線とともに大環状線を形成する岡崎 - 瀬戸間のみが建設されることになり、事実上「岡瀬線」になった。
1970年（昭和45年）10月1日にトヨタ自動車上郷工場からの完成自動車輸送を目的に、貨物線として岡崎 - 北野桝塚間が開業した。1971年（昭和46年）10月からは岡崎 - 北岡崎間のユニチカ岡崎工場向けの原料輸送も行われている。1973年（昭和48年）3月には岡多線の予定ルートと並行する形で走っていた名鉄挙母線（上挙母駅 - 大樹寺駅間）が廃止・バス転換され、廃線跡は岡多線の用地に転用された。1976年（昭和51年）4月26日に新豊田駅まで路線が延長され、旅客営業も開始された。

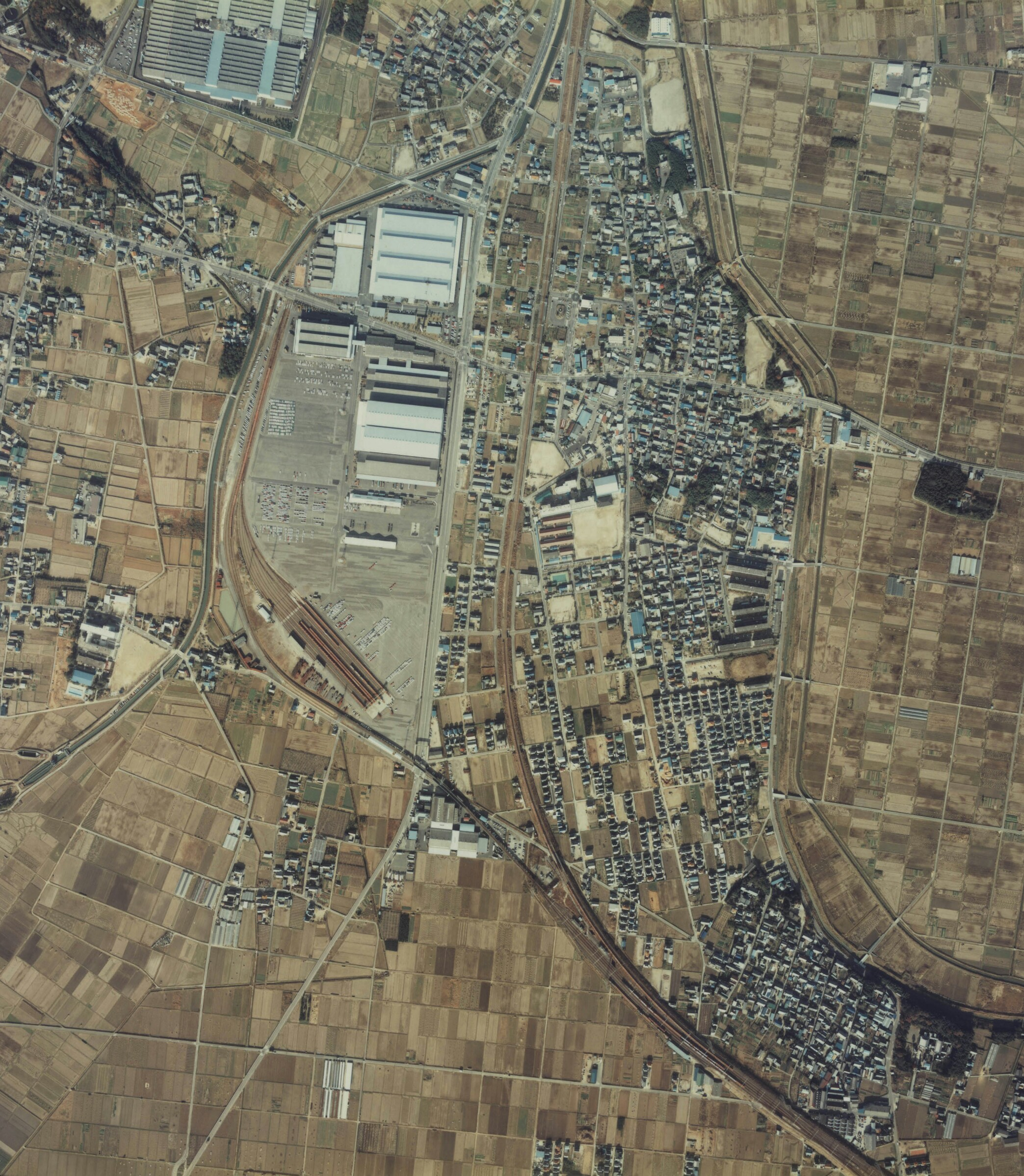
1982年度当時の北野桝塚駅付近一帯。

延長路線は岡崎市、豊田市の中心市街地を通過しているものの、部分開業であり、かつ旅客営業開始後も列車本数は少なく、最終列車も早かったため、従来から存在する路線バス（国鉄・名鉄）に対抗できず、利用は伸び悩んだ。また、国鉄時代、名鉄名古屋本線の新名古屋（現：名鉄名古屋） - 岡崎公園前 - 東岡崎間に対抗して設定された特定運賃が名古屋 - 中岡崎（岡崎公園前駅に隣接）間ではなく名古屋 - 岡崎（岡崎市南郊に所在）間を対象に設定されたことも、岡多線の国鉄線としての存在を希薄化させることとなった。

### 第三セクター化へ
岡多線は岡崎 - 新豊田間で部分開業したが、当時の運転本数は13往復/日で、年間運輸収入約3億円に対し、約50億円/年の鉄道公団への借損料を払っていたため、営業係数は672と大赤字を記録していた。1981年（昭和56年）4月時点における平均断面輸送密度は国鉄再建法により廃線対象となる基準の4,000人/日を下回る2,757人/日で、輸送人員は190万人/年前後で伸び悩んでいた。また、岡多線として開業時から行われていた岡崎 - 北野桝塚間のトヨタ自動車の自動車輸送は1984年（昭和59年）末限りで終了したため、貨物需要も当て込むことができなくなった。このため、岡多線（岡崎 - 新豊田間）の赤字は20億円/年となっており、国鉄は特定地方交通線第3次廃止対象線区として廃止承認を申請した。
さらに鉄道公団が主要幹線（C線）として建設し、1984年度（昭和59年度）中の開業を目指して建設を進めていた「岡多・瀬戸線」も、沿線の住宅開発が十分に進まなかったことなどから、平均断面輸送密度が3,672人/日と試算され、廃止・転換対象の基準（4,000人/日）を下回ることが予想されていた。前記の輸送密度は、名古屋近郊都市を結ぶ短絡線としての効果が（そもそも中央線高蔵寺方面と東海道線岡崎以東の、沿線間の短絡需要自体がそれほどないのではあるが）発揮できないことを意味した。また、新豊田 - 高蔵寺間を国鉄運営路線として開業させた場合、約65億円/年の借損料を鉄道公団に払わなければならなくなることや、「地方の赤字路線を廃止している一方で、『岡多・瀬戸線』だけを新たに開業するのはおかしい」との批判も予想されたため、国鉄常務理事・岩崎雄一は「仮に輸送密度の予測が5,000 - 6,000人/日になったり、地元が第三セクター化を拒否したりしても、国鉄が引き受ける意思はない」と表明していた。
これらの事情から、国鉄は1983年（昭和58年）8月ごろから「岡多・瀬戸線」の第三セクター化に向けた検討を始め、1984年（昭和59年）春には愛知県に対し、第三セクター化をにおわす話をしていた。そして同年7月17日、国鉄は「岡多・瀬戸線」の沿線自治体（愛知県および岡崎・豊田・瀬戸・春日井の各市）に対し、「岡多・瀬戸線」（岡崎 - 高蔵寺間）を第三セクターで運営するよう申し入れた。また、同時に瀬戸線（高蔵寺 - 枇杷島間）についても着工を見合わせ、凍結する方針を決めた。当時、国鉄再建法に基づいて廃止又は第三セクターへの移行の方式が打ち出されていた特定地方交通線以外で、一部を既に国鉄が運営している線区に対し、第三セクター方式導入が打ち出されたことは異例だった。また、それまで廃止・第三セクター移行の方針が打ち出されていた路線はすべて地方交通線で、「幹線」区分で建設されていた路線について第三セクター化が提案された例は異例だった。鉄道公団名古屋支社は同月20日までに、公団本社および運輸省などと討議した結果、「岡多・瀬戸線」（岡崎 - 高蔵寺間）の運営主体が決定するまで、新豊田 - 高蔵寺間の工事を一時中断する方針を決めた。
当初、自治体は「国鉄による早期開業を」と強く要請したが、国鉄側の回答は変わらなかったため、愛知県知事および沿線4市町は、プロジェクトチームを設置し、第三セクター化に向けて積極的な取り組みを進めていた。しかしそのさなか、1985年（昭和60年）1月には国鉄が「岡多線（岡崎 - 新豊田間）を国鉄の子会社で運営する」という再建計画案を打ち出したことから、愛知県など地元側は「2階に上がってはしごを外されたようなもの」と反発。結局、国鉄は名古屋鉄道管理局長名で同年3月に「基本方針に変わりはない」という文書を愛知県知事らに提出した。結果、地元自治体はまず「『岡多・瀬戸線』は地域にとって必要不可欠であり、廃線にしない」「開業に向けて一致協力して努力する」ことで合意し、1985年8月19日には第三セクター化受け入れで合意。1986年（昭和61年）には、営業を受け入れるための第三セクターとして「愛知環状鉄道」を設立した。また鉄道公団に支払う賃借料については、国鉄分割民営化後に国鉄清算事業団が継承し、地元への負担は求めないことで決着をみた。これにより、岡多線（新豊田 - 瀬戸市間）および瀬戸線（瀬戸市 - 高蔵寺間）の建設は鉄道公団によって再開され、岡多線の既存区間とともに愛知環状鉄道によって継承されることとなった。なお瀬戸線のうち、愛知環状鉄道線として開業した瀬戸 - 高蔵寺間は1987年（昭和62年）に国鉄としての基本計画は消滅し、勝川 - 枇杷島間は国鉄分割民営化で東海旅客鉄道（JR東海）への継承が決まったものの、同社の子会社東海交通事業（現：JR東海交通事業）が城北線として開業させている。
なお、1979年6月に運輸省の決定で建設が凍結されたままだった岡多線の瀬戸 - 多治見間（AB線・約20 km）については、1985年（昭和60年）10月16日に開かれた関連2組織の合同定期総会で、それまで建設を求めていた岐阜県と関係6市町（多治見市など）が建設を事実上断念（建設推進のための総会・陳情活動の見合わせ）する方針を決定。鉄道敷設法の廃止に伴い計画そのものが消滅した。国鉄バスとして先行開業した瀬戸市 - 多治見駅前間に運行されていたJR東海バスの瀬戸北線は、2002年（平成14年）に下半田川 - 多治見駅前間を東濃鉄道（東鉄バス）に譲渡、下半田川 - 品野間を廃止し、2009年（平成21年）までに残る区間も名鉄バスが代替運行する形で、全線廃止となっている。

### 愛環発足後

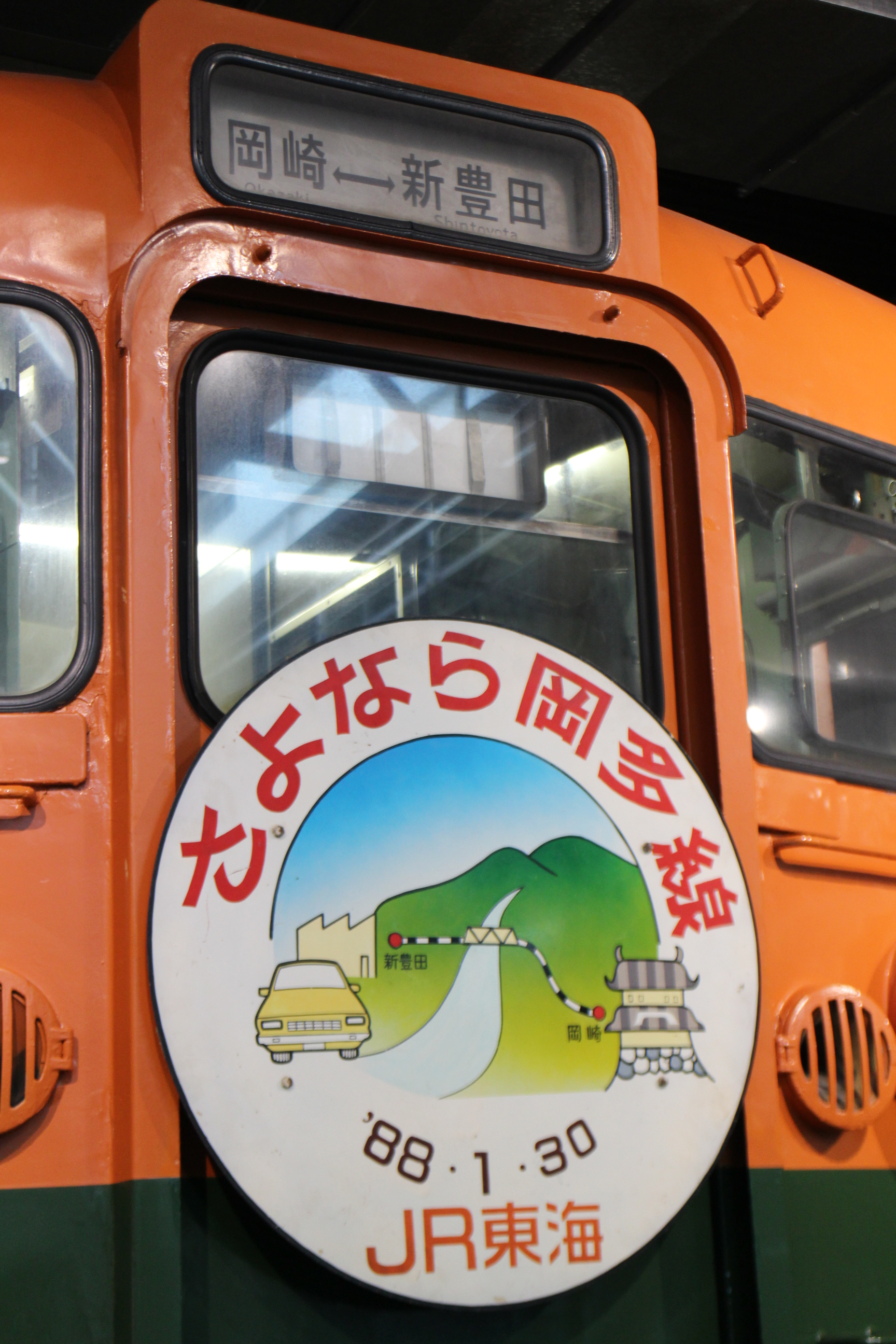
さよなら岡多線JR東海 ヘッドマーク

1988年（昭和63年）1月30日、岡崎 - 新豊田間はJR東海の岡多線として最後の日を迎え、翌1月31日、岡崎 - 新豊田 - 高蔵寺間が愛知環状鉄道線として開業した。
同年2月3日の大雪で瀬戸口、中水野などの駅の分岐器が不転換となってダイヤが混乱したことを教訓に、分岐器のある10駅に3年がかり（1988年 - 1991年10月）で融雪器を設置した。以後、積雪によるトラブルはない。
愛知環状鉄道への転換に伴い、1日の運行本数を26本から72本へ大幅に増発し、2018年（平成30年）3月17日時点では営業列車172本/日が運転されている。一方で愛環発足後も岡崎 - 新豊田 - 瀬戸間で運行していたJR東海バスは、乗車実績が年々減少したことから、2000年（平成12年）以前に廃止しており、その後は夜行高速バス「ドリームとよた号」のみ運行されていたが、これも2021年1月31日で廃止となった。
愛知万博開催を控え、会場アクセス拠点駅となる八草駅は2004年（平成16年）10月10日から万博閉幕後の2005年（平成17年）9月30日まで「万博八草駅」と一時改称された。万博が開催された2005年には、会場アクセス列車として名古屋 - 万博八草駅間にJR中央線直通列車「エキスポシャトル」が3月1日から9月30日まで毎時3往復（1日40往復）運転された。車両はJR東海の211系5000番台（日によっては113系）が使用された。また、これを機に万博終了後の同年10月1日のダイヤ改正から名古屋 - 瀬戸口・岡崎間に直通列車が新設された。この年は輸送密度が（万博による「特需」の影響とはいえ）史上最高の15,453人/日を記録した。その後も2006年度は輸送密度8,446人/日を記録し、2007年度以降は毎年9,000人/日以上で推移している。
一方、岡崎 - 北岡崎間の貨物列車運転は1999年（平成11年）12月4日に廃止され、その後も日本貨物鉄道（JR貨物）が許可を有していた岡崎 - 北岡崎間の第二種鉄道事業は2010年（平成22年）4月1日で廃止された。

### マイカー通勤転換プロジェクト
沿線のトヨタ自動車がマイカー通勤から公共交通機関利用に転換を進めていることに対応し、国・県・沿線市・民間からの支援を受け、同社本社の最寄り駅である三河豊田駅 - 新豊田駅間を複線化して同駅間にシャトル列車を運行する計画が立てられた。同区間の工事は2005年（平成17年）4月から着手され、三河豊田駅の配線改良、新上挙母駅の全面改良（下り線路盤上に設置されていた旧ホームの撤去・上下線新ホームの設置など）、新豊田駅の高蔵寺方に留置線を設置するなどの工事を行った。2008年（平成20年）1月27日始発列車から複線運転が開始された。同3月15日ダイヤ改正より朝通勤時間帯にシャトル列車が設定され、この区間で既存列車と合わせて約8分間隔で列車が運行されるようになった。
| ← 岡崎方面 | 三河豊田駅 - 新豊田駅間 配線変更・ホーム移設と複線化の推移 | → 高蔵寺方面 |
| 凡例 出典: |                                                            |              |

### 年表
- 1927年（昭和2年）3月31日[87] - 鉄道敷設法の一部改正により[66]、岡多線（岡崎 - 多治見間の全線）が予定線に編入される[87]。
- 1935年（昭和10年） - 岡多線の測量など工事に着手するが、その後戦争で中止される[66]。
- 1930年（昭和5年）12月20日 - 鉄道省（当時）が、岡崎 - 多治見間と瀬戸記念橋 - 高蔵寺間で自動車（バス）による旅客貨物の運輸事業を開始。省営バス第1号（以下「バス路線」と記す）。
- 1957年（昭和32年）4月3日 - 鉄道建設審議会において、岡多線が調査線となる[46]。
- 1959年（昭和34年）
  - 11月9日 - 鉄道建設審議会において、岡多線（岡崎 - 多治見間）が工事線（建設着工線）となる[46]。
- 1962年（昭和37年）5月 - 鉄道敷設法の一部改正により、瀬戸線（瀬戸 - 稲沢間）が追加され、敷設予定鉄道路線（予定線）になる[66]。
- 1964年（昭和39年）
  - 4月22日 - 岡多線（岡崎 - 多治見間）が日本鉄道建設公団（鉄道公団）調査線となる[33]。
  - 9月 - 鉄道建設審議会において、瀬戸線（瀬戸 - 稲沢間）が工事線に編入される[33]。同月28日には運輸大臣が瀬戸 - 稲沢間の基本計画（工事）を定めて鉄道公団に指示し[33]、鉄道公団調査線となる[33]。
- 1965年（昭和40年）
  - 4月21日 - 岡多線（岡崎 - 豊田間）の路盤について[66]、工事実施計画が運輸大臣に認可される[33]。
  - 8月13日 - 岡多線（岡崎 - 豊田間）の路盤工事着手[66]。同日、工事実施計画が運輸大臣に認可される[33]。
  - 8月27日 - 岡多線（豊田 - 瀬戸間）の路盤について、工事実施計画認可[66]。
- 1966年（昭和41年） - 瀬戸線が着工され、瀬戸市は山口駅・瀬戸口駅・瀬戸駅（現在の瀬戸市駅）の各駅で都市計画の策定を進める[33]。
- 1967年（昭和42年）1月14日 - 岡多線（豊田 - 瀬戸間）の路盤工事着手[66]。
- 1968年（昭和43年） - 瀬戸線（瀬戸 - 高蔵寺間）の工事が開始される[56]。
- 1969年（昭和44年）12月18日 - 岡多線（岡崎 - 豊田間）の開業設備について工事実施計画認可[66]。
- 1970年（昭和45年）
  - 7月31日 - 瀬戸線（瀬戸 - 高蔵寺間）の路盤について工事実施計画認可[66]。
  - 10月1日 - 国鉄岡多線 岡崎 - 北野桝塚間 (8.7 km) が開業[88]（単線・貨物営業のみ）[56]。北野桝塚駅開業。途中に北岡崎信号場を開設。
- 1971年（昭和46年）10月1日 - 北岡崎信号場を駅に格上げし、北岡崎駅開業。
- 1973年（昭和48年）2月16日 - 瀬戸線（瀬戸 - 高蔵寺間）の路盤工事着手[66]。
- 1976年（昭和51年）4月26日 - 北野桝塚 - 新豊田間 (10.8 km) が延伸開業[88]。全線で単線による旅客営業開始[89]。中岡崎駅、三河上郷駅、永覚駅、三河豊田駅、新豊田駅開業[59]。
- 1979年（昭和54年）
  - 5月27日 - 東海道本線・岡多線（豊橋 - 岡崎 - 新豊田間）で第30回全国植樹祭に出席する昭和天皇の便を図って、お召し列車運行[90]。EF58形電気機関車61号機・60号機 + 新1号編成使用。新豊田駅での機回しが不可能なため、折り返しの回送は往路で新1号編成を先頭で牽引したEF58形61号機で北野桝塚駅まで推進運転を行い、同駅からは60号機を先頭に連結してプッシュプル運転[90]。
  - 6月 - 運輸省は「開業すれば赤字必至」の国鉄地方新線（AB線）のうち、岡多線（瀬戸 - 多治見間）を含む未着工または一部着工の10線について工事凍結を決定[35]。
  - 12月18日 - 岡多線（豊田 - 瀬戸間）および瀬戸線（瀬戸 - 高蔵寺間）の開業設備について工事実施計画認可[66]。
- 1984年（昭和59年）
  - 7月16日 - 国鉄は岡多線・瀬戸線（岡崎 - 高蔵寺間）の第三セクター化を決定し、愛知県と沿線4市（岡崎市・豊田市・瀬戸市・春日井市）に申し入れ[69]。
  - 7月30日 - 愛知県知事と沿線自治体4市長が会談し、岡多線・瀬戸線について「地域にとって必要不可欠であり。廃線にしない」「開業に向け、県と4市が一致協力して努力する」と合意[69]。
  - 12月1日 - 愛知県と沿線4市関係者からなる第三セクター化調査プロジェクトチームが発足[91]。
- 1985年（昭和60年）
  - 1月1日 - 北岡崎 - 北野桝塚間 (3.3 km) の貨物営業廃止[66]。
  - 8月19日 - 愛知県および沿線4市が岡多線・瀬戸線（岡崎 - 高蔵寺間）の第三セクター化受け入れで合意[69]。
  - 10月16日 - 岡多線の未着工区間（瀬戸 - 多治見間のAB線・約20 km）について、それまで建設を求めていた岐阜県と関係6市町（多治見市など）は関連2組織[注 20]の合同定期総会で、建設を事実上断念（建設推進のための総会・陳情活動の見合わせ）する方針を決定[35]。
- 1986年（昭和61年）
  - 4月8日 - 国鉄は岡多線（岡崎 - 新豊田間）を第3次特定地方交通線として承認申請[66]。
  - 5月1日 - 岡多線・瀬戸線運行対策準備会が発足する[91]。
  - 5月27日 - 岡多線（岡崎 - 新豊田間）が第3次特定地方交通線として承認される[69]。
  - 7月21日 - 愛知県知事と沿線4市長が会談し、第三セクター会社を「愛知環状鉄道株式会社」とすることで合意[69]。また社長・要員・本社位置・授権資本についても合意[69]。
  - 7月24日 - 愛知環状鉄道設立発足人会が開催される[91]。
  - 8月11日 - 第1回岡多線地方特定交通線対策協議会が開催される[91]。岡多線（岡崎 - 新豊田間）を愛知環状鉄道へ転換し、岡多線・瀬戸線（岡崎 - 高蔵寺間）の工事区間も同社が継承することが決定した[69]。
  - 8月27日 - 国鉄再建法第14条第1項に基づく岡多線・瀬戸線（新豊田 - 高蔵寺間）の告示。建設の続行が決まる[91]。
  - 8月28日 - 愛知環状鉄道株式会社発起人総代が岡多線・瀬戸線（新豊田 - 高蔵寺間）の地方鉄道免許を申請[91]。
  - 9月2日 - 運輸大臣が岡多線・瀬戸線（新豊田 - 高蔵寺間）の免許について運輸議会に対し詰問する[91]。
  - 9月19日 - 愛知環状鉄道株式会社設立[69]。
  - 9月26日 - 運輸審議会による現地調査を実施（27日まで）[91]。
  - 10月9日 - 運輸審議会答申。岡多線・瀬戸線（新豊田 - 高蔵寺間）の免許が愛知環状鉄道に交付される[91]。愛知環状鉄道は同区間の工事施行認可および特別設計許可申請を行う[92]。
  - 10月15日 - 工事施行認可（着手期限：1987年1月14日まで。竣功期限：1988年2月29日）および特別設計許可。愛知環状鉄道は日本鉄道建設公団による建設を申出[92]。
  - 10月30日 - 愛知環状鉄道と日本鉄道建設公団との間で基本協定書および工事施行協定書を締結。愛知環状鉄道は運輸大臣に工事着手届を提出。運輸大臣は日本鉄道建設公団に対し工事実施計画を指示[92]。
  - 11月15日 - 日本鉄道建設公団により、瀬戸線（瀬戸 - 高蔵寺間）の追加工事着工[66]。
- 1987年（昭和62年）
  - 4月1日 - 国鉄分割民営化により、岡多線（岡崎 - 新豊田間）は東海旅客鉄道（JR東海）が承継。日本貨物鉄道（JR貨物）が岡崎 - 北岡崎間の第二種鉄道事業者となる。
  - 11月9日 - 日本鉄道建設公団本社による竣功検査を実施（14日まで）[92]。
  - 11月15日 - 岡多線・瀬戸線（新豊田 - 高蔵寺間）の工事完了[66]。
  - 11月16日 - 愛知環状鉄道が訓練運転を開始する[92]。
  - 12月7日 - 中部運輸局が新豊田 - 高蔵寺間の工事完成検査を実施（11日まで）[92]。
- 1988年（昭和63年）
  - 1月13日 - 鉄道総合技術研究所が新豊田駅新設ホームの検査を実施[92]。
  - 1月31日 - JR東海の岡多線（岡崎 - 新豊田間）が廃止され[66]、愛知環状鉄道に転換[1]。新豊田 - 高蔵寺間 (25.8 km) が延伸開業[1][88]。既存区間に六名駅、大門駅、末野原駅、新上挙母駅開業[1]。新規開業区間に四郷駅、保見駅、篠原駅、八草駅、山口駅、瀬戸口駅、瀬戸市駅、中水野駅開業[1]。
- 1999年（平成11年）2月25日[93] - 輸送力増強整備第1期工事の施行認可を受け、工事に着手[94]。内容は中岡崎 - 北岡崎間 (1.9 km) および北野桝塚 - 三河上郷間 (2.0 km) の複線化、篠原駅の交換設備新設工事、車両基地の改良[注 21]など[95]。
- 2000年（平成12年）10月24日 - 輸送力増強第2期工事に着手[94]。内容は岡崎駅構内の専用線化、瀬戸市 - 中水野間 (2.8 km) の複線化、高蔵寺駅直通運転施設整備事業など[95]。
- 2001年（平成13年）12月23日 - 輸送力増強第1期工事が竣工[94]。中岡崎 - 北岡崎間 (1.9 km) 、北野桝塚 - 三河上郷間 (2.0 km) を複線化[94]。
- 2002年（平成14年）
  - 3月31日 - バス路線のJR東海バス岡多線の最終営業日。
  - 4月1日 - バス路線の下半田川 - 多治見駅間を東濃鉄道バスに移管。
- 2004年（平成16年）
  - 4月1日 - 駅番号を導入[96][97]。
  - 9月1日 - 運転実施基準を改正[98]。列車最高速度は110 km/hに、注意信号の制限速度は55 km/hになる[98]。
  - 10月3日 - 輸送力増強整備第2期工事が竣工[98]。瀬戸市 - 高蔵寺間を複線化[98][99]。
  - 10月10日 - 八草駅を万博八草駅に改称[100][99]。
  - 11月15日 - 東海道本線と共用していた岡崎駅構内を別線化[100]。
- 2005年（平成17年）
  - 3月1日 - 愛環梅坪駅、貝津駅開業[98]。高蔵寺より名古屋からのエキスポシャトルが乗り入れ開始（9月30日まで）[98]。
  - 4月 - 三河豊田 - 新豊田間の複線化工事に着手[101]。
  - 10月1日 - 万博八草駅を八草駅に再改称[100]。愛環線とJR中央線（岡崎 - 高蔵寺 - 名古屋）間の本格直通運転を開始[79]。
- 2008年（平成20年）
  - 1月27日 - 三河豊田 - 新豊田間複線化[84][102]。
  - 3月15日 - 三河豊田 - 新豊田間でシャトル列車運行開始[84][103]。
- 2009年（平成21年）3月14日 - ホームを全面禁煙化[104]。
- 2010年（平成22年）4月1日 - 岡崎 - 北岡崎間の日本貨物鉄道の第二種鉄道事業廃止。
- 2012年（平成24年）3月17日 - 土休日のJR中央線との直通運転を廃止[104]。
- 2014年（平成26年）3月15日 - 平日昼間のJR中央線との直通運転を廃止[104]。
- 2019年（平成31年）3月2日 - ICカード「TOICA」および、全国交通系ICカードが利用可能になる[105]。
- 2020年（令和2年）7月8日 - 令和2年7月豪雨の影響で永覚 - 末野原間で土砂流入が発生し、北野桝塚 - 三河豊田間が不通となる。翌7月9日正午頃復旧[106][107][108]。

## 運行形態
全ての列車が各駅に停車する普通列車で、ほとんどの時間帯で16分間隔で運行されている。岡崎駅 - 高蔵寺駅間の所要時間は約60分である。
岡崎駅 - 高蔵寺駅間の通し運転が基本であるが、一部は車両基地のある北野桝塚駅で車両交換が行われ、同一ホームでの乗り換えとなる。また、早朝・深夜時間帯の一部列車は瀬戸口駅・新豊田駅・北野桝塚駅発着となっているほか、平日の朝夕のみ瀬戸口駅 - 名古屋駅間でJR中央線直通列車が運転されている。JR中央線直通列車は2005年の愛知万博の際に「エキスポシャトル」として運行され、万博閉幕後は岡崎駅・瀬戸口駅 - 名古屋駅間で毎日運行されていたが、2012年3月17日のダイヤ改正から平日のみの設定となり、2014年3月15日のダイヤ改正で平日朝夕に名古屋駅 - 瀬戸口駅間のみでの運行となった。
このほか一部を除く平日の朝ラッシュ時には、臨時列車扱いで三河豊田駅 - 新豊田駅間に下り7本・上り8本のシャトル列車が運行されており、2017年より「あさシャトル」の列車名が付けられている。かつては平日夕方に「ゆうシャトル」も設定されていたが、新型コロナウイルス感染症の感染拡大による旅客減少を理由に2021年以降は運行を休止し、2025年3月15日のダイヤ改正で定期列車としては廃止され、以降は臨時列車として運行される。
なお、岡崎駅で接続するJR東海道線との直通列車は2023年現在設定されていない。

## 使用車両
特記がなければ車種は電車、乗り入れ車両（JR中央線直通列車の車両）はすべてJR東海神領車両区所属。愛環線内ではワンマン運転は行わない。自社車両では自動放送が行われる。特記がなければ列車の編成は2両または4両で、土休日は大半の列車が2両編成となる（イベント時は4両に増結もしくは北野桝塚駅で2両の列車から4両の列車に交換することがある）。JR中央線直通列車は8両編成である。豊田スタジアムでのイベントや豊田おいでんまつりなど、混雑が見込まれる時はJR東海の車両が線内運用の普通列車に充てられることがある。
- 自社車両
  - 2000系[5]
- 乗り入れ車両
  - 315系

### 過去の使用車両
- 自社車両
  - 100系
- 乗り入れ車両
  - 113系2000番台 - 2006年11月10日をもって乗り入れを終了。
  - 313系
  - 211系5000番台
  - 383系 - 万博輸送で使用。開会式（3月24日）における要人用団体臨時列車にも充当された。

#### 岡多線時代
- 旅客列車
  - 70系（1976年4月 - 1978年12月）
  - 113系（1978年12月 - 1985年3月）
  - 165系（1985年3月以降）
- 貨物列車
  - EF60形電気機関車
  - EF61形電気機関車（1975 - 1976年頃）
  - DD51形ディーゼル機関車（転換後も1999年まで使用）

※車両の受け持ちは、電車が神領区、電気機関車が浜松機関区。
旅客営業の開始当時は、神領電車区所属の70系電車が使用された。新規開業路線に旧形国電が使用されたケースは当線が最後である。また1980年代に入るともっぱら113系2000番台電車の運用になり、冷房車の普及も早かった。その後同車は東海道本線へ転出、当時余剰となっていた165系電車に置き換えられる。なお、開業時より電化されているため気動車は岡多線時代を含めて営業運用に入ったことはない（ただし検測時にはJR東海のキヤ95系が入線する）。

## 利用状況

### 輸送実績
愛知環状鉄道線の近年の輸送実績を下表に記す。表中、輸送人員の単位は万人。輸送人員は年度での値。表中、最高値を赤色で、最高値を記録した年度以降の最低値を青色で、最高値を記録した年度以前の最低値を緑色で表記している。
運転本数は、当該年度に実施された最終のダイヤ改正以降の平日1日あたりの営業旅客列車（貨物列車、臨時列車、非営業列車を含めない）の本数を記す。
| 年度別輸送実績     | 年度別輸送実績                   | 年度別輸送実績                   | 年度別輸送実績                   | 年度別輸送実績                   | 年度別輸送実績 | 年度別輸送実績     | 年度別輸送実績                |
| 年度               | 輸送実績（乗車人員）：万人／年度 | 輸送実績（乗車人員）：万人／年度 | 輸送実績（乗車人員）：万人／年度 | 輸送実績（乗車人員）：万人／年度 | 運転本数       | 輸送密度 （人/日） | 特記事項                      |
| 年度               | 通勤定期                         | 通学定期                         | 定期外                           | 合計                             | 運転本数       | 輸送密度 （人/日） | 特記事項                      |
| ------------------ | -------------------------------- | -------------------------------- | -------------------------------- | -------------------------------- | -------------- | ------------------ | ----------------------------- |
| 1987年（昭和62年） | 19.2                             | 12.6                             | 36.7                             | 68.5                             | 79             |                    | JR東海より転換 開業           |
| 1988年（昭和63年） | 122.9                            | 194.0                            | 154.9                            | 471.8                            |                | 3,298              |                               |
| 1989年（平成元年） | 140.9                            | 218.8                            | 203.8                            | 563.5                            |                | 3,756              |                               |
| 1990年（平成2年）  | 143.2                            | 244.2                            | 238.8                            | 626.2                            |                | 4,162              |                               |
| 1991年（平成3年）  | 122.3                            | 261.9                            | 284.2                            | 668.4                            |                | 4,384              |                               |
| 1992年（平成4年）  | 128.2                            | 269.4                            | 314.3                            | 711.9                            |                | 4,675              |                               |
| 1993年（平成5年）  | 127.3                            | 277.8                            | 326.5                            | 731.6                            |                | 4,861              |                               |
| 1994年（平成6年）  | 128.2                            | 284.4                            | 322.2                            | 734.8                            |                | 4,934              |                               |
| 1995年（平成7年）  | 126.9                            | 290.3                            | 334.4                            | 751.5                            | 85             | 5,066              |                               |
| 1996年（平成8年）  | 129.1                            | 294.4                            | 338.4                            | 761.9                            |                | 5,178              |                               |
| 1997年（平成9年）  | 133.4                            | 275.6                            | 335.0                            | 744.0                            |                | 5,032              |                               |
| 1998年（平成10年） | 135.1                            | 277.3                            | 342.7                            | 755.1                            |                | 5,138              |                               |
| 1999年（平成11年） | 129.7                            | 274.0                            | 337.7                            | 741.4                            |                | 5,035              |                               |
| 2000年（平成12年） | 129.8                            | 274.4                            | 346.9                            | 751.1                            |                | 5,152              |                               |
| 2001年（平成13年） | 142.0                            | 266.7                            | 379.1                            | 787.8                            | 88             | 5,379              | 一部区間複線化                |
| 2002年（平成14年） | 152.6                            | 263.5                            | 420.6                            | 836.7                            | 93             | 5,743              |                               |
| 2003年（平成15年） | 162.3                            | 266.9                            | 441.1                            | 870.3                            |                | 6,064              |                               |
| 2004年（平成16年） | 192.9                            | 271.9                            | 523.5                            | 988.3                            | 212            | 6,948              | 一部区間複線化 愛・地球博開催 |
| 2005年（平成17年） | 257.5                            | 294.9                            | 1413.6                           | 1966.0                           | 123            | 15,453             | 愛・地球博開催                |
| 2006年（平成18年） |                                  |                                  |                                  | 1116.2                           |                | 8,446              |                               |
| 2007年（平成19年） | 637                              | 637                              | 633                              | 1270.9                           | 153            | 9,124              | 一部区間複線化                |
| 2008年（平成20年） | 697                              | 697                              | 708                              | 1406.4                           | 160            | 9,537              |                               |
| 2009年（平成21年） | 341.5                            | 366.9                            | 673.9                            | 1382.3                           |                | 9,339              |                               |
| 2010年（平成22年） | 348.7                            | 383.0                            | 683.0                            | 1414.7                           |                | 9,601              |                               |
| 2011年（平成23年） |                                  |                                  |                                  | 1456.1                           |                | 9,816              |                               |
| 2012年（平成24年） | 373.7                            | 402.8                            | 720.7                            | 1497.2                           |                | 9,997              |                               |
| 2013年（平成25年） | 393.0                            | 422.0                            | 747.3                            | 1562.3                           |                | 10,362             |                               |
| 2014年（平成26年） | 416.6                            | 393.8                            | 728.1                            | 1538.4                           |                | 10,081             |                               |
| 2015年（平成27年） | 449.6                            | 409.2                            | 799.4                            | 1658.3                           |                | 10,651             |                               |
| 2016年（平成28年） | 465.8                            | 407.2                            | 838.4                            | 1711.4                           |                | 10,930             |                               |
| 2017年（平成29年） | 501.7                            | 403.2                            | 885.2                            | 1790.1                           |                | 11,408             |                               |
| 2018年（平成30年） | 533.9                            | 407.8                            | 904.0                            | 1845.8                           |                | 11,770             |                               |
| 2019年（令和元年） | 565.4                            | 410.4                            | 907.7                            | 1883.5                           |                | 12,046             |                               |
| 2020年（令和2年）  | 466.2                            | 300.1                            | 546.6                            | 1312.9                           |                | 8,266              |                               |

鉄道統計年報、『数字でみる鉄道』（国土交通省鉄道局監修）及び国土交通省中部運輸局統計情報より

### 収入実績
愛知環状鉄道線の近年の収入実績を下表に記す。表中、収入の単位は千円。数値は年度での値。表中、最高値を赤色で、最高値を記録した年度以降の最低値を青色で、最高値を記録した年度以前の最低値を緑色で表記している。
| 年度別収入実績     | 年度別収入実績           | 年度別収入実績           | 年度別収入実績           | 年度別収入実績           | 年度別収入実績           | 年度別収入実績             | 年度別収入実績      | 年度別収入実績    |
| 年度               | 旅客運賃収入：千円／年度 | 旅客運賃収入：千円／年度 | 旅客運賃収入：千円／年度 | 旅客運賃収入：千円／年度 | 旅客運賃収入：千円／年度 | 鉄道線路 使用料 千円／年度 | 運輸雑収 千円／年度 | 総合計 千円／年度 |
| 年度               | 通勤定期                 | 通学定期                 | 定期外                   | 手小荷物                 | 合 計                    | 鉄道線路 使用料 千円／年度 | 運輸雑収 千円／年度 | 総合計 千円／年度 |
| ------------------ | ------------------------ | ------------------------ | ------------------------ | ------------------------ | ------------------------ | -------------------------- | ------------------- | ----------------- |
| 1987年（昭和62年） | 44,557                   | 21,374                   | 138,857                  | 0                        | 204,788                  | 216                        | 8,831               | 213,835           |
| 1988年（昭和63年） | 255,235                  | 239,693                  | 631,583                  | 0                        | 1,126,511                | 1,108                      | 72,624              | 1,200,243         |
| 1989年（平成元年） | 298,657                  | 281,678                  | 643,391                  | 0                        | 1,223,726                | 1,715                      | 124,926             | 1,350,367         |
| 1990年（平成2年）  | 314,158                  | 296,550                  | 745,172                  | 0                        | 1,355,880                | 1,240                      | 165,883             | 1,523,003         |
| 1991年（平成3年）  | 249,773                  | 333,944                  | 873,613                  | 0                        | 1,457,330                | 1,252                      | 250,969             | 1,709,551         |
| 1992年（平成4年）  | 257,051                  | 350,313                  | 946,737                  | 0                        | 1,554,101                | 1,410                      | 293,200             | 1,848,711         |
| 1993年（平成5年）  | 251,826                  | 379,258                  | 976,704                  | 0                        | 1,607,788                | 1,708                      | 298,317             | 1,907,813         |
| 1994年（平成6年）  | 249,442                  | 398,481                  | 970,560                  | 0                        | 1,618,483                | 2,209                      | 301,870             | 1,922,562         |
| 1995年（平成7年）  | 247,346                  | 405,139                  | 1,003,776                | 0                        | 1,656,261                | 1,968                      | 299,210             | 1,957,439         |
| 1996年（平成8年）  |                          |                          |                          |                          |                          |                            |                     |                   |
| 1997年（平成9年）  | 260,408                  | 383,851                  | 1,013,290                | 0                        | 1,657,549                | 1,963                      | 317,148             | 1,976,660         |
| 1998年（平成10年） | 266,551                  | 386,911                  | 1,049,445                | 0                        | 1,702,902                | 1,963                      | 316,397             | 2,021,267         |
| 1999年（平成11年） | 252,832                  | 381,238                  | 1,041,587                | 0                        | 1,675,657                | 1,005                      | 321,998             | 1,998,660         |
| 2000年（平成12年） | 256,129                  | 388,230                  | 1,061,272                | 0                        | 1,705,631                | 0                          | 317,518             | 2,023,149         |
| 2001年（平成13年） | 283,532                  | 376,641                  | 1,135,525                | 0                        | 1,795,698                | 0                          | 311,286             | 2,106,984         |
| 2002年（平成14年） | 309,084                  | 376,158                  | 1,254,981                | 0                        | 1,940,223                | 0                          | 311,490             | 2,251,713         |
| 2003年（平成15年） | 331,293                  | 383,872                  | 1,347,419                | 0                        | 2,062,584                | 0                          | 311,681             | 2,374,265         |
| 2004年（平成16年） | 391,674                  | 396,675                  | 1,587,675                | 0                        | 2,376,024                | 0                          | 324,246             | 2,700,270         |
| 2005年（平成17年） | 977,973                  | 977,973                  | 4,479,786                | 0                        | 5,457,760                | 0                          | 343,336             | 5,801,097         |
| 2006年（平成18年） | 1,018,308                | 1,018,308                | 1,729,482                | 0                        | 2,747,791                | 0                          | 326,598             | 3,074,390         |
| 2007年（平成19年） | 1,123,679                | 1,123,679                | 1,878,424                | 0                        | 3,002,104                | 0                          | 332,894             | 3,334,998         |
| 2008年（平成20年） | 1,226,124                | 1,226,124                | 2,060,516                | 0                        | 3,286,640                | 0                          | 324,805             | 3,611,446         |
| 2009年（平成21年） | 1,235,887                | 1,235,887                | 1,958,193                | 0                        | 3,194,080                | 0                          | 326,702             | 3,520,783         |
| 2010年（平成22年） | 1,276,374                | 1,276,374                | 2,002,473                | 0                        | 3,278,847                | 0                          | 320,865             | 3,599,712         |

## 駅一覧
全駅愛知県内に所在。
凡例
有人駅…○：終日有人駅、△：駅員時間配置駅、空欄：無人駅
駅施設…○：あり、空欄：なし
線路…｜・◇：単線区間（◇は列車交換可能）、||：複線区間、∧：これより下は複線、∨：これより下は単線
| 駅番号 | 駅名       | 駅間 キロ | 営業 キロ | 接続路線                                                      | 有人駅 | 自動改札機 | 自動券売機 | エレベーター | 線路 | 所在地   |
| ------ | ---------- | --------- | --------- | ------------------------------------------------------------- | ------ | ---------- | ---------- | ------------ | ---- | -------- |
| 01     | 岡崎駅     | -         | 0.0       | 東海旅客鉄道：CA 東海道本線 (CA52)                            | ○      | ○          | ○          | ○            | ｜   | 岡崎市   |
| 02     | 六名駅     | 1.7       | 1.7       |                                                               |        |            |            |              | ◇    | 岡崎市   |
| 03     | 中岡崎駅   | 1.7       | 3.4       | 名古屋鉄道：NH 名古屋本線（岡崎公園前駅:NH14）                | ○      | ○          | ○          |              | ∧    | 岡崎市   |
| 04     | 北岡崎駅   | 1.9       | 5.3       |                                                               | △      | ○          | ○          | ○            | ∨    | 岡崎市   |
| 05     | 大門駅     | 1.2       | 6.5       |                                                               | △      |            | ○          |              | ｜   | 岡崎市   |
| 06     | 北野桝塚駅 | 2.2       | 8.7       |                                                               | △      |            | ○          |              | ∧    | 岡崎市   |
| 07     | 三河上郷駅 | 2.0       | 10.7      |                                                               | △      |            | ○          |              | ∨    | 豊田市   |
| 08     | 永覚駅     | 1.7       | 12.4      |                                                               |        |            |            |              | ｜   | 豊田市   |
| 09     | 末野原駅   | 1.6       | 14.0      |                                                               | △      |            | ○          |              | ◇    | 豊田市   |
| 10     | 三河豊田駅 | 1.9       | 15.9      |                                                               | ○      | ○          | ○          | ○            | ∧    | 豊田市   |
| 11     | 新上挙母駅 | 1.7       | 17.6      | 名古屋鉄道：MY 三河線（上挙母駅:MY06）                        | △      |            | ○          | ○            | \|\| | 豊田市   |
| 12     | 新豊田駅   | 1.9       | 19.5      | 名古屋鉄道：MY 三河線（豊田市駅:MY07）                        | ○      | ○          | ○          | ○            | ∨    | 豊田市   |
| 13     | 愛環梅坪駅 | 2.0       | 21.5      |                                                               | △      |            | ○          | ○            | ｜   | 豊田市   |
| 14     | 四郷駅     | 2.0       | 23.5      |                                                               | △      |            | ○          |              | ◇    | 豊田市   |
| 15     | 貝津駅     | 2.0       | 25.5      |                                                               | △      |            | ○          | ○            | ｜   | 豊田市   |
| 16     | 保見駅     | 1.3       | 26.8      |                                                               | △      |            | ○          |              | ◇    | 豊田市   |
| 17     | 篠原駅     | 2.4       | 29.2      |                                                               |        |            |            |              | ◇    | 豊田市   |
| 18     | 八草駅     | 2.8       | 32.0      | 愛知高速交通：東部丘陵線（リニモ） (L09)                      | ○      | ○          | ○          | ○            | ◇    | 豊田市   |
| 19     | 山口駅     | 2.6       | 34.6      |                                                               | △      |            | ○          | ○            | ◇    | 瀬戸市   |
| 20     | 瀬戸口駅   | 2.1       | 36.7      |                                                               | ○      | ○          | ○          |              | ◇    | 瀬戸市   |
| 21     | 瀬戸市駅   | 2.4       | 39.1      | 名古屋鉄道：ST 瀬戸線（新瀬戸駅:ST18）                        | ○      | ○          | ○          | ○            | ∧    | 瀬戸市   |
| 22     | 中水野駅   | 2.8       | 41.9      |                                                               | △      |            | ○          |              | \|\| | 瀬戸市   |
| 23     | 高蔵寺駅   | 3.4       | 45.3      | 東海旅客鉄道：CF 中央本線 (CF09) （名古屋駅まで一部直通運転） | ○      | ○          | ○          | ○            | \|\| | 春日井市 |

- 岡崎駅と高蔵寺駅以外の各駅で、接近放送前に駅ごとに異なる接近メロディが上下別で流れている。

### 未成区間の通過予定地
瀬戸市駅から北東へ進路を取り、瀬戸市品野町付近を通って県境を越え、岐阜県旧笠原町（現：多治見市笠原町）へ。笠原町からは旧東濃鉄道笠原線と1 - 2 km東側へ離れたところを併走し、中央本線の中津川方から多治見駅へ進入する予定であった。
日本鉄道建設公団（鉄道公団）の位置づけでは、岡多線岡崎 - 瀬戸市間と、同区間と一体運用される瀬戸線（瀬戸 - 稲沢間）が東海道本線（岡崎 - 稲沢間）のバイパスを構成する名古屋近郊の大環状線として、複線・電化の主要幹線（C線）及び線路等級「甲線」と高い線路規格で計画されていた一方で、大環状線から外れる岡多線瀬戸以北多治見方面は単線・非電化の地方開発線（A線）として計画されており、線路等級も「丙線」と低く、建設の優先順位も岡多・瀬戸線（岡崎 - 瀬戸市 - 高蔵寺 - 〈中央本線と並行〉 - 勝川 - 小田井〈当駅で2方向に分岐〉 - 稲沢・枇杷島）より低かった。
途中の設置駅などは詳しく決まっておらず、建設予定線のまま、工事はほとんどされずに建設は事実上中止となったため、瀬戸市駅付近のごくわずかを除いて、未成区間の痕跡を辿ることは非常に困難である。

## 国鉄時代の逸話
- 国鉄時代の路線名である「岡多（おかた）線」は湯桶読みである。国鉄は従来、2つの地名から1文字ずつを取った線路名称は、実際の読み方に関係なく音読みのみ（一部訓読みのみの例外あり）としてきたが、当路線は初めてこれを破った路線名となった。宮福線（みやふくせん）は国鉄路線としては開業しなかったので（宮福鉄道として開業）、岡多線が湯桶読みの国鉄路線の最初で最後である。ただし、実際には存在せず運行系統上のみ存在する路線としては埼京線も該当する。
- 「歴史」の節で記した通り、トヨタ自動車の自動車輸送を目的として開業し、国鉄末期にトヨタ側がこれを取りやめた。スト権ストなどで国鉄への信頼が失われたせいもあるが、これに関して、国鉄改革を推進する側は「国鉄の非効率」（トヨタが見限る）の典型例として取り上げ、逆にそれを批判する側は「大企業の都合で敷いた鉄道が、その企業の都合で使うのをやめられてしまう」鉄道施策の無定見ぶりとして取り上げた。